# F
 Ovo je glavno značenje pojma F. Za registracijsku oznaku Francuske pogledajte F (registracijska oznaka).
F je 10. slovo hrvatske abecede. Označava bezvučni labiodentalni frikativni suglasnik. Također je:
- u glazbi oznaka za ton f i oznaka za forte
- u kemiji znak za fluor
- u SI sustavu znak za farad (F), jedinicu električnog kapaciteta i prefiks femto (f, 10–15)
- oznaka za stupanj Fahrenheitove skale
- međunarodna automobilska oznaka za Francusku

## Povijest
Razvoj slova „F” moguće je pratiti tijekom povijesti:
| Proto-semitsko waw | Feničko waw | Grčko digama | Etruščansko W | Etruščansko F | Rimsko R |
| Proto-semitsko waw | Feničko waw | Grčko digama | Etruščansko W | Etruščansko F | Rimsko F |